# Cerotelium canavaliae
Cerotelium canavaliae är en svampart som beskrevs av Arthur 1906. Cerotelium canavaliae ingår i släktet Cerotelium och familjen Phakopsoraceae.   Inga underarter finns listade i Catalogue of Life.